# Ara atwoodi
L'ara gialloverde della Dominica (Ara atwoodi Clark, 1908) era un uccello della famiglia degli Psittacidi.

## Descrizione
Endemica della Dominica, fu descritta da Thomas Atwood nel suo rapporto sull'isola realizzato nel 1791. Stando alle sue parole «l'ara appartiene alla razza dei pappagalli, ma è più grande del pappagallo comune ed emette un verso più sgradevole. Ve ne sono in gran quantità sull'isola insieme ai pappagalli: entrambi hanno un piumaggio di uno stupendo color verde e giallo, con una sostanza carnosa di color rosso che dalle orecchie raggiunge la radice del becco, il cui colore è simile alle piume principali della coda e delle ali». La «gran quantità» di questi singolari pappagalli ebbe ovviamente una breve durata: non vi sono relazioni successive riguardo a questi uccelli e non ne esistono esemplari conosciuti.